# Gran Premio Diputación de Cantabria
El Gran Premio Diputación de Cantabria es el premio de una regata de traineras que se celebró en 1988, 1989 y 1990 en Cantabria.

## Historia
En 1988 la Diputación de Cantabria decidió destinar 22 millones de pesetas para apoyar el remo. Con el dinero se organizaron 6 regatas para clubes de Cantabria. Para finalizar se disputaba el GP Diputación de Cantabria, con invitación para los clubes ganadores de Vizcaya, Guipúzcoa, Asturias y Galicia.

## Palmarés
| Edición | Año  | Ganador   | Segundo  | Tercero   |
| I       | 1988 | San Pedro | Ciérvana | Meira     |
| II      | 1989 | Zumaya    | Santurce | Castropol |
| III     | 1990 | Ciérvana  | Meira    | Zumaya    |

## Palmarés regatas autonómicas 1988
| Edición | Ganador | Segundo | Tercero      |
| 1ª      | Santoña | Camargo | C. Santander |
| 2ª      | Santoña | Camargo | C. Santander |
| 3ª      | Santoña | Camargo | Castro       |

## Palmarés regatas autonómicas 1989
| Edición | Ganador      | Segundo      | Tercero |
| 1ª      | C. Santander | Castro       | Santoña |
| 2ª      | C. Santander | Santoña      | Castro  |
| 3ª      | --           | --           | --      |
| 4ª      | --           | --           | --      |
| 5ª      | C. Santander | Santoña      | Castro  |
| 6ª      | Santoña      | C. Santander | Castro  |
| 7ª      | Santoña      | C. Santander | Castro  |

- Nota: La 5ª regata autonómica fue también Campeonato de Cantabria de traineras.

## Palmarés regatas autonómicas 1990
| Edición | Ganador | Segundo      | Tercero |
| 1ª      | --      | --           | --      |
| 2ª      | Castro  | C. Santander | Camargo |

- Datos: Q3114214